# Список эпизодов телесериала «Альф»
Ниже приведен список и описание эпизодов американского телевизионного сериала «Альф».
Сериал выходил на экраны с 22 сентября 1986 года по 17 марта 1990 года и содержит 102 серии (4 сезона).
Также существует один полнометражный фильм, рассказывающий об Альфе после захвата его Подразделением по делам пришельцев — «Проект „Альф“».
Названия большинства эпизодов — названия популярных песен, которые так или иначе связаны с сюжетом.

## 1-й сезон (1986—1987)
| Название | Дата премьеры    | Код серии | №     |
| --- | ---------------- | --------- | ----- |
| «A.L.F.» (Альф) | 22 сентября 1986 | 1001      | 1     |
| На гараж семьи Таннеров падает космический корабль. В корабле оказывается лохматый, тяжёлый, низкого роста пришелец, весь покрытый рыжими волосами. Выясняется, что пришелец умеет говорить по-земному (по-английски), готов отзываться на имя Альф (имя дал ему хозяин дома — Вилли), что он прожорлив и при этом любит (в гастрономическом плане) кошек. |                  |           |       |
| |                  |           |       |
| «Strangers In The Night» (Незнакомцы в ночи) | 29 сентября 1986 | 1004      | 2     |
| Кейт и Линн должны уйти на вечеринку, а Вилли срочно вызывают на работу. Присмотреть за Брайаном на время их отсутствия Таннеры приглашают миссис Окмонак. Соседка тут же усаживается перед телевизором, по которому идёт один из любимых фильмов Альфа «Психо». Тем же вечером в дом пробирается вор. Strangers In The Night — одна из наиболее популярных песен в исполнении Фрэнка Синатры, 1966 год.                                                                                            |                  |           |       |
| |                  |           |       |
| «Looking For Lucky» (В поисках Лаки) | 6 октября 1986   | 1006      | 3     |
| Альф гипнотизирует кота Таннеров Лаки, внушая, что он больше не животное, а бублик. Вечером того же дня Лаки исчезает и подозрение падает на Альфа. Чтобы доказать свою невиновность, Альф отправляется на поиски. |                  |           |       |
| |                  |           |       |
| «Pennsylvania 6-5000» (Пенсильвания 6-5000) | 13 октября 1986  | 1003      | 4     |
| Альф постоянно висит на телефоне в доме Таннеров, и Вилли составляет график пользования домашним телефоном. Альфу приходится пользоваться коротковолновой радиостанцией. Озабоченный распространением на Земле ядерного оружия, Альф связывается с президентом США. ФБР арестовывает Вилли, как потенциальную угрозу национальной безопасности. Pennsylvania 6-5000 — песня Оркестра Гленна Миллера. Считается, что это старейший телефонный номер в Нью-Йорке, принадлежащий отелю «Пенсильвания». |                  |           |       |
| |                  |           |       |
| «Keepin' The Faith» (Продолжая верить) | 20 октября 1986  | 1008      | 5     |
| Альф думает, что приносит Таннерам лишь расходы и не желает быть нахлебником. Устроившись продавцом косметики, Альф закупает товар на сумму 4 тысячи долларов. Keepin' The Faith — песня 1984 года американского певца Билли Джоэла. |                  |           |       |
| |                  |           |       |
| «For Your Eyes Only» (Только для твоих глаз) | 3 ноября 1986    | 1005      | 6     |
| Альф знакомится по телефону со слепой девушкой по имени Джоди. Несмотря на запрет Вилли выходить из дома, Альф с помощью Линн отправляется на встречу со своей новой знакомой. For Your Eyes Only — существует две песни с таким названием — американской группы Blondie и шотландской певицы Шины Истон. Обе песни написаны для саундтрека к одноимённому фильму 1981 года о Джеймсе Бонде (Только для ваших глаз), однако в картину попала лишь вторая.                                           |                  |           |       |
| |                  |           |       |
| «Help Me Rhonda» (Помоги мне, Ронда) | 10 ноября 1986   | 1010      | 7     |
| Альф тоскует по своим друзьям-инопланетянам, в том числе по своей подруге Ронде. Вилли, пытаясь помочь ему, выходит на связь с одним из его друзей — Скипером. Однако, когда Скипер прилетает на Землю, чтобы забрать Альфа, тот решает остаться со своей новой семьей — Таннерами. Help Me Rhonda — песня 1965 года американской группы The Beach Boys. |                  |           |       |
| |                  |           |       |
| «Don’t It Make My Brown Eyes Blue» (Разве это не делает мои карие глаза грустными?) | 17 ноября 1986   | 1011      | 8     |
| Однокласснику Линн лидеру рок-группы Скотту нужно место, чтобы временно хранить инструменты и Линн предлагает ему использовать гараж Таннеров. Когда Линн уходит на свидание со Скоттом, Альф записывает для неё видеоклип. Don’t It Make My Brown Eyes Blue — песня 1977 года американской кантри-певицы Кристал Гэйл (название песни переводится как «разве это не делает мои карие глаза грустными»).                                                                                            |                  |           |       |
| |                  |           |       |
| «Jump» (Прыжок) | 24 ноября 1986   | 1009      | 9     |
| В день своего 45-летия Вилли понимает, что не достиг многого, о чём мечтал в юности. Альф помогает ему воплотить в жизнь одно из незавершённых дел — совершить прыжок с парашютом. Jump — песня 1984 года американской группы Van Halen, наиболее популярная и известная композиция этого коллектива. |                  |           |       |
| |                  |           |       |
| «Baby, You Can Drive My Car» (Детка, ты можешь повести мою машину) | 1 декабря 1986   | 1013      | 10    |
| Линн хочет иметь свою машину и устраивается на работу в ресторан, чтобы накопить достаточно денег. Альф видит, как тяжело ей приходится, и продав несколько деталей своего космического корабля, дарит ей Феррари. Baby, You Can Drive My Car (или просто Drive My Car) — песня 1965 года группы The Beatles. |                  |           |       |
| |                  |           |       |
| «On the Road Again» (Снова в пути) | 8 декабря 1986   | 1002      | 11    |
| Альф устраивает небольшой пожар на кухне. Семья едет в лес, за город, чтобы провести отпуск, но отдых срывается из-за проливного дождя — они вынуждены сидеть в вагончике. Атмосфера в вагончике накаляется, и Альф уходит в лес. В лесу он натыкается на домик, где живут браконьеры. Вернувшиеся из леса браконьеры принимают Альфа за муравьеда. On the Road Again — песня Боба Дилана 1965 года.                                                                                                |                  |           |       |
| |                  |           |       |
| «Oh, Tannerbaum» (О, Таннербаум!) | 22 декабря 1986  | 1012      | 12    |
| Наступает Рождество и Альф, незнакомый с земными традициями, распиливает рождественскую ёлку. Купленная взамен искусственная ёлка Альфу не нравится и он уговаривает Вилли поехать в лес за настоящей. O Tannenbaum — популярная немецкая рождественская песня. Английская версия этой песни называется O Christmas Tree. |                  |           |       |
| |                  |           |       |
| «Mother and Child Reunion» (Воссоединение матери и ребёнка) | 12 января 1987   | 1014      | 13    |
| В гости к Таннерам приезжает мать Кейт — Дороти, и Альфу некоторое время приходится жить в гараже. Mother and Child Reunion — песня 1972 года американского певца Пола Саймона, участника дуэта Simon and Garfunkel. |                  |           |       |
| |                  |           |       |
| «A Little Bit of Soap» (Немного мыла ) | 19 января 1987   | 1015      | 14    |
| Дороти продолжает гостить у Таннеров. Основываясь на семейных сценах, Альф пишет сценарий серии телесериала. Однако серия, в которой мать и дочь должны помириться, выходит в эфир с заметными изменениями. A Little Bit of Soap — песня 1961 года американской группы The Jarmels. |                  |           |       |
| |                  |           |       |
| «I’ve Got a New Attitude» (Я изменил своё поведение) | 2 февраля 1987   | 1017      | 15    |
| У Матери Кейт — Дороти появился новый ухажёр — сосед по имени Уиззер. Однако, несмотря на все его обаяние после смерти мужа Дороти не желает заново начинать личную жизнь. Чтобы переубедить её, Альф устраивает спиритический сеанс. I’ve Got a New Attitude (или просто New Attitude) — песня 1985 года американской певицы Patti LaBelle. |                  |           |       |
| |                  |           |       |
| «Try to Remember» (Попробуй вспомнить) | 9 февраля 1987   | 1023      | 16-17 |
| Альфа ударяет током в ванной и он теряет память. Теперь он уверен, что является страховым агентом по имени Уэйн Шлэгель. Таннеры пытаются вернуть ему память, вспоминая о произошедших с Альфом курьёзах. Try to Remember — песня из бродвейского мюзикла 1960 года The Fantasticks. |                  |           |       |
| |                  |           |       |
| «Border Song» (Пограничная песня) | 16 февраля 1987  | 1016      | 18    |
| На работе Вилли пытается найти родственников потерявшегося мексиканского мальчика. Родственников найти не удается, и Вилли вынужден привести его домой. Border Song — песня 1970 года английского певца Элтона Джона. |                  |           |       |
| |                  |           |       |
| «Wild Thing» (Дикие штучки) | 2 марта 1987     | 1018      | 19    |
| У Альфа начинается 24-часовой период безумия и, предвидя это, он даёт запереть себя в клетку. Воспользовавшись доверчивостью Брайана, Альф вырывается на свободу и убегает в город. Wild Thing — песня 1966 английской группы The Troggs. |                  |           |       |
| |                  |           |       |
| «Going Out of My Head Over You» (Взгляд изнутри) | 16 марта 1987    | 1019      | 20    |
| Когда Альф совсем «достал» Вилли своими шуточками, Вилли отправляется к своему давнему знакомому, психиатру Ларри. Чтобы наладить отношения между Вилли и Альфом, Ларри приходит на ужин к Таннерам. Going Out of My Head Over You — песня американской группы Little Anthony & The Imperials. |                  |           |       |
| |                  |           |       |
| «Lookin' Through the Windows» (Глядя в окно) | 23 марта 1987    | 1021      | 21    |
| Во время перебоев с электричеством Альф привык развлекать себя, наблюдая, как ругаются Окмонаки — соседи Таннеров. Когда он становится свидетелем того, как Тревор Окмонак закапывает что-то в своем саду, он решает, что это — не что иное, как тело миссис Окмонак. Сюжет эпизода является пародией на сюжет фильма А. Хичкока «Окно во двор». Lookin' Through the Windows — песня 1972 года с одноимённого альбома американской группы The Jackson 5.                                            |                  |           |       |
| |                  |           |       |
| «It’s Not Easy Being Green» (Не так просто быть зелёным) | 30 марта 1987    | 1007      | 22    |
| Брайану предстоит выступление на школьном утреннике, посвящённом овощам. Он сильно переживает из-за этого выступления в костюме спаржи в компании товарища-всезнайки. Чтобы помочь Брайану, Альф дает ему на удачу «счастливый зуб». It’s not easy being green (или просто Being Green) — песня, впервые исполненная в 1970 году лягушонком Кермитом в американской телепередаче «Улица Сезам». Впоследствии песня была перепета более, чем 30 исполнителями, включая Фрэнка Синатру и Рэя Чарльза. |                  |           |       |
| |                  |           |       |
| «The Gambler» (Азартный игрок) | 6 апреля 1987    | 1022      | 23    |
| По примеру Дороти Альф начинает делать ставки на скачках. И хотя поначалу Альфу везёт, заканчивается это долгом в 6 тысяч долларов букмекерской конторе. The Gambler — песня 1978 года американского певца Кенни Роджерса. |                  |           |       |
| |                  |           |       |
| «Weird Science» (Ох уж эта наука) | 13 апреля 1987   | 1020      | 24    |
| Брайан приготовил к школьному конкурсу научных работ модель солнечной системы. Альф хочет помочь ему и советует добавить ещё 2 планеты, которые он встретил на пути к Земле. Однако эти планеты не известны современной науке и работа Брайана провалилась. Weird Science — песня американской группы Oingo Boingo из фильма «Ох уж эта наука!» 1985 года. |                  |           |       |
| |                  |           |       |
| «La Cucaracha» (Таракан) | 4 мая 1987       | 1025      | 25    |
| Среди обломков своего космического корабля Альф нашёл деликатес с родной планеты. Вместе с ним, однако, в квартиру Таннеров попадает инопланетный таракан. Основное отличие неземного таракана от земных — он не умирает от инсектицидов, а увеличивается в размерах. La Cucaracha (Кукарача) — народная песня на испанском языке, которая стала популярной во время Мексиканской революции. |                  |           |       |
| |                  |           |       |
| «Come Fly With Me» (Полетай со мной) | 11 мая 1987      | 1024      | 26    |
| Альф предлагает всем поехать отдохнуть по приглашению компании, торгующей недвижимостью. Окмонаки, тоже получившие приглашение, согласились подвезти Таннеров на самолёте. Героев выгоняют из дома отдыха, когда Альф устраивает пожар, пытаясь пожарить рыбу в подаренном ему тостере. На обратном пути Тревор Окмонек, пилотирующий самолёт, теряет сознание. Come Fly With Me — песня 1957 года, исполненная Фрэнком Синатрой                                                                    |                  |           |       |
| |                  |           |       |

## 2-й сезон (1987—1988)
| Название | Дата премьеры    | Код серии | №     |
| --- | ---------------- | --------- | ----- |
| «Working My Way Back To You» (Туда и обратно) | 21 сентября 1987 | 2003      | 27    |
| В наказание за плохое поведение Таннеры переселяют Альфа в гараж. Вернуться назад он может, лишь выполнив условие — в течение недели не разбить и не испортить ни одной вещи. Вся неделя обходится без разрушений. И только вечером последнего дня Альф умудряется взорвать кухню, но поскольку до конца недели оставалась лишь одна минута, Таннеры простили Альфа. Working My Way Back To You — песня 1966 года группы The Four Seasons, также популярна в исполнении группы The Spinners, исполнившей её в 1980 году. |                  |           |       |
| |                  |           |       |
| «Somewhere Over the Rerun (a.k.a.) The Ballad of Gilligan’s Island» (Где-то на повторном показе, или Баллада об Острове Гиллигана) | 28 сентября 1987 | 2004      | 28    |
| Альф в восторге от сериала «Остров Гиллигана». Он считает, что его жизнь скучна по сравнению с жизнью героев передачи. Во сне Альф оказывается на острове Гиллигана. Somewhere Over the Rainbow (Где-то на радуге) — песня 1939 года, написанная для американского фильма мюзикла «Волшебник страны Оз» и известная в исполнении американской певицы Джуди Гарленд. Оскар в номинации «Лучшая песня из кинофильма» 1940 года. Gilligan’s Island (Остров Гиллигана) — комедийный сериал 60-х годов о пассажирах, выживших после кораблекрушения и живущих на острове. Исполнители ролей в старом сериале вновь исполнили их в этом эпизоде.                                                    |                  |           |       |
| |                  |           |       |
| «Take a Look at Me Now» (Посмотри на меня) | 5 октября 1987   | 2006      | 29    |
| Миссис Окмонек случайно встречает Альфа и отправляется на съёмки телепередачи о сверхъестественных явлениях. Когда на передаче её осмеивают, Альф чувствует, что должен исправить ситуацию. Take a Look at Me Now — песня 1984 года британского певца Фила Коллинза, также известная под названием Against All Odds. |                  |           |       |
| |                  |           |       |
| «Wedding Bell Blues» (Блюз свадебных колокольчиков) | 12 октября 1987  | 2010      | 30    |
| Альф узнает, что его родители были женаты до того, как он родился. В отличие от Земли, на Мелмаке это считается большим позором и Альф отправляется жить в монастырь. Wedding Bell Blues — песня 1966 года американской певицы Лоры Ниро, ставшая известной в 1969 году в исполнении группы The Fifth Dimension. |                  |           |       |
| |                  |           |       |
| «Prime Time» (Прайм-тайм) | 19 октября 1987  | 2009      | 31    |
| Семья Таннеров становится участником исследования телевизионной аудитории. Узнав об этом, Альф вмешивается в работу оборудования, чтобы оставить в эфире свою любимую телепередачу. Prime Time — песня 1984 года британской группы The Alan Parsons Project. |                  |           |       |
| |                  |           |       |
| «Some Enchanted Evening» (Оживление вечеринки) | 26 октября 1987  | 2005      | 32    |
| Чтобы уладить проблемы на работе у Вилли Таннера, Альф приглашает его босса на вечеринку, посвящённую Хеллоуину. Some Enchanted Evening — песня из мюзикла 1949 года «Юг Тихого океана». |                  |           |       |
| |                  |           |       |
| «Oh, Pretty Woman» (Красотка) | 2 ноября 1987    | 2001      | 33    |
| Линн бросил молодой человек и Альф, чтобы поднять ей настроение, записывает её в список участниц конкурса красоты. Oh, Pretty Woman — песня 1964 года американского певца Роя Орбисона. |                  |           |       |
| |                  |           |       |
| «Something’s Wrong With Me» (Со мной что-то не так) | 9 ноября 1987    | 2011      | 34    |
| Мать Кейт, Дороти, собирается выходить замуж. Свадьба должна состояться в доме Таннеров, но у Альфа неожиданно начинается икота. Так как жители Мелмака икают громко и с неприятным металлическим эхом, свадьба становится под вопросом. Something’s Wrong With Me — песня 1972 года американского певца Остина Робертса. |                  |           |       |
| |                  |           |       |
| «Night Train» (Ночной поезд) | 16 ноября 1987   | 2013      | 35    |
| Вилли рассказывает Альфу, как в молодости он путешествовал по стране, забираясь в товарные поезда. Альф тоже хочет попробовать путешествовать таким способом. Night Train — популярная блюзовая инструментальная тема, впервые исполненная американским джазменом Джимми Форрестом. |                  |           |       |
| |                  |           |       |
| «Isn’t it Romantic?» (Разве это не романтично?) | 23 ноября 1987   | 2008      | 36    |
| Альф считает, что у Вилли и Кейт проблемы во взаимоотношениях. Чтобы удержать семью от близкого, по его мнению, развода, он уговаривает Линн и Брайана устроить для родителей второй медовый месяц. Isn’t it Romantic? — входящая в т. н. Великий Американский Песенник песня композитора Ричарда Роджерса на слова Лоренца Харта. |                  |           |       |
| |                  |           |       |
| «Hail to the Chief» (Салют вождю) | 7 декабря 1987   | 2014      | 37    |
| Кейт и Альф смотрят по телевизору телевизионные дебаты кандидатов в президенты. Ночью им обоим снится один и тот же сон, в котором кандидатами становятся она и Альф. Hail to the Chief — официальный гимн Президента США. Исполнением этого гимна сопровождается каждое появление Президента на публике начиная с 1954 года. |                  |           |       |
| |                  |           |       |
| «ALF’s Special Christmas» (Особое рождество Альфа) | 14 декабря 1987  | 2040      | 38-39 |
| Альф вместе с Таннерами отправляется встречать Рождество в лесной домик. По ошибке Альф запрыгивает в грузовик хозяина домика и тот дарит инопланетянина девочке в больнице. На этом приключения Альфа не заканчиваются — в ему предстоит принять роды у застрявшей в лифте женщины и предотвратить самоубийство отчаявшегося старика. |                  |           |       |
| |                  |           |       |
| «The Boy Next Door» (Соседский мальчик) | 4 января 1988    | 2015      | 40    |
| К Окмонакам, соседям Таннеров, поселяется племянник Джейк. Ночью Джейк пробирается к Таннерам и случайно сталкивается с Альфом. The Boy Next Door — песня 1944 года американских композиторов Хью Мартина и Ральфа Блэйна. Впервые она была исполнена Джулией Гарленд в музыкальном фильме «Встретимся в Сан-Луи». |                  |           |       |
| |                  |           |       |
| «Can I Get a Witness?» (Есть у меня свидетели?) | 11 января 1988   | 2007      | 41    |
| Кто-то разбил футбольным мячом окно в доме Окмонаков, соседей Таннеров. Подозрение падает на Альфа, но тот уверяет всех в своей невиновности и требует справедливого судебного разбирательства. Can I Get a Witness? — песня 1963 года американского певца Марвина Гея. |                  |           |       |
| |                  |           |       |
| «We’re So Sorry, Uncle Albert» (Нам так жаль, дядя Альберт) | 25 января 1988   | 2016      | 42    |
| К Таннерам приезжает дядя Альберт. Случайно столкнувшись с Альфом, он умирает от сердечного приступа. We’re So Sorry, Uncle Albert — первые строчки песни 1971 года Uncle Albert/Admiral Halsey Пола Маккартни. |                  |           |       |
| |                  |           |       |
| «Someone to Watch Over Me» (Кто-нибудь, присмотрите за мной) (1) | 8 февраля 1988   | 2019      | 43    |
| В районе, где живут Таннеры, появляется домашний вор. Жители организовывают ночные дежурства и Вилли, как владелец радиоаппаратуры, становится координатором. Когда его место занимает Альф, дежурство срывается. Увидев в камеру наблюдения вора, пробирающегося к Окмонекам, Альф следует за ним. Вор, однако, успевает скрыться, а дом окружает полиция. Someone to Watch Over Me — песня, написанная американским композитором Джорджем Гершвиным вместе с братом Иром Гершвиным. Впервые исполнена певицей Гертрудой Лоуренц в мюзикле 1926 года Oh, Kay!. Песня стала джазовым стандартом, была исполнена джазовых исполнителей, вошла в состав т. н. Великого Американского Песенника. |                  |           |       |
| |                  |           |       |
| «Someone to Watch Over Me» (Кто-нибудь, присмотрите за мной) (2) | 15 февраля 1988  | 2020      | 44    |
| Вилли вынужден спасать Альфа, который оказался в доме Окмонеков, окруженном полицией. |                  |           |       |
| |                  |           |       |
| «We Gotta Get Out of This Place» (Нам надо отсюда выбраться) | 22 февраля 1988  | 2018      | 45    |
| Знакомую Альфа, слепую девушку Джоди, выселяют из дома. Альф предлагает ей несколько дней пожить у Таннеров. Когда Джоди находит новое жилье, Альф переезжает к ней. We Gotta Get Out of This Place — песня 1965 года группы The Animals . Песня была популярна среди вооружённых сил США во время войны во Вьетнаме. |                  |           |       |
| |                  |           |       |
| «You Ain’t Nothin' But a Hound Dog» (Ты только гончая) | 29 февраля 1988  | 2002      | 46    |
| Брайан подбирает потерявшуюся собаку и до того, как появится хозяин, она поселяется у Таннеров. Когда Альф понимает, что всё внимание теперь достается новому жильцу, отдает собаку злой женщине, называющей себя хозяйкой животного. You Ain’t Nothin' But a Hound Dog — первая строчка песни Hound Dog, исполненной в 1956 году американским певцом Элвисом Пресли. |                  |           |       |
| |                  |           |       |
| «Hit Me with Your Best Shot» (Покажи-ка мне свой лучший удар) | 7 марта 1988     | 2021      | 47    |
| Один из одноклассников обижает Брайана в школе. Вилли предлагает мирное решение проблемы, однако после встречи с отцом хулигана его позиция меняется. Hit Me with Your Best Shot —ставшая популярной в 1980 году песня в исполнении американской певицы Пэт Бенатар. |                  |           |       |
| |                  |           |       |
| «Movin' Out» (Переезд) | 14 марта 1988    | 2022      | 48    |
| Вилли получает повышение на работе и Таннеры собираются продать дом и переехать. Альфу не нравится эта идея и он распугивает всех потенциальных покупателей. Movin' Out — с таким названием есть песня у американского исполнителя Билли Джоэла и у американской группы Aerosmith. |                  |           |       |
| |                  |           |       |
| «I’m Your Puppet» (Я твоя кукла) | 21 марта 1988    | 2012      | 49    |
| Альф заказывает по почте куклу для выступления чревовещателем. Постепенно кукла начинает жить своей жизнью и отрицательно влиять на Альфа. I’m Your Puppet — песня английского певца Элтона Джона. |                  |           |       |
| |                  |           |       |
| «Tequila» (Текила) | 28 марта 1988    | 2023      | 50    |
| После встречи однокурсниц Кейт вынуждена оставить одну из них, Мору, на ночь. Ночью та встречает Альфа, но считает его галлюцинацией, вызванной алкоголем. Кроме алкогольного напитка, Tequila — это название популярной инструментальной композиции 1959 года группы The Champs. |                  |           |       |
| |                  |           |       |
| «We Are Family» (Мы семья) | 2 мая 1988       | 2024      | 51    |
| Альф чувствует себя одиноким и хочет показать себя всему миру. Вилли, понимая, что из этого выйдет, должен отговорить Альфа. We Are Family — танцевальный хит 1979 года американской группы Sister Sledge. |                  |           |       |
| |                  |           |       |
| «Varsity Drag» (Мечты о колледже) | 9 мая 1988       | 2017      | 52    |
| Линн сдает экзамены в престижный колледж, но родители вынуждены её огорчить — они не могут оплатить дорогое образование. Альф решает помочь Линн и устраивается работать разносчиком газет. Varsity Drag — песня из бродвейского мюзикла 1927 года «Хорошие новости». |                  |           |       |
| |                  |           |       |

## 3-й сезон (1988—1989)
| Название | Дата премьеры     | Код серии | №       |
| --- | ----------------- | --------- | ------- |
| «Stop in the Name of Love» (Остановись во имя любви) | 3 октября 1988    | 3001      | 53      |
| Узнав о том, что Линн рассталась с бойфрендом, Альф организовывает ей свидание с Дэнни — парнем, который нравился Линн ещё со школы. Позднее, Альф оказывается в машине, в которой Линн и Дэнни отправляются в кинотеатр под открытым небом. Stop in the Name of Love — песня 1966 года американского трио The Supremes. |                   |           |         |
| |                   |           |         |
| «Stairway to Heaven» (Лестница в небо) | 10 октября 1988   | 3005      | 54      |
| После удара по голове и потери сознания, Альф встречается со своим ангелом-хранителем. Ангел, который оказывается мужчиной по имени Боб, показывает Альфу, что могло бы произойти, если бы инопланетянин не врезался бы в гараж Таннеров. Stairway to Heaven — песня 1971 года британской группы Led Zeppelin. |                   |           |         |
| |                   |           |         |
| «Breaking Up is Hard to Do» (Разойтись не так уж просто) | 17 октября 1988   | 3002      | 55      |
| Сосед Таннеров Тревер Окмонек серьёзно поссорился с женой. Таннеры согласны на то, что Тревер поживет у них какое-то время, но Альфу это грозит невозможностью выйти из гаража, пока соседи не помирятся. Breaking Up is Hard to Do — песня американского певца Нила Седака. Кавер-версии этой песни исполняли различные исполнители, в том числе The Carpenters, Том Джонс, Глория Эстефан. |                   |           |         |
| |                   |           |         |
| «Tonight, Tonight» (Сегодня вечером) | 24 октября 1988   | 3006      | 56 — 57 |
| Альф становится ведущим популярного американского ток-шоу The Tonight Show. |                   |           |         |
| |                   |           |         |
| «Promises, Promises» (Обещания, обещания) | 31 октября 1988   | 3004      | 58      |
| Старшие Таннеры находят бойфренда Линн Эдди слишком взрослым для неё. Несмотря на запрет родителей, Линн продолжает встречаться с ним, пока Альф случайно не проговаривается о её секрете. Promises, Promises — бродвейский мюзикл 1968 года, основанный на фильме «Квартира» 1960 года с Джеком Леммоном и Ширли Маклейн. |                   |           |         |
| |                   |           |         |
| «Turkey in the Straw» (Индейка на сене) | 14-15 ноября 1988 | 3008      | 59-60   |
| В день Благодарения Таннеров приглашают в гости соседи Окмонеки. К Альфу, оставшемуся одному в доме, пробирается бездомный бродяга Пит. Узнав, что за информацию об инопланетянине полагается большая награда, Пит звонит в Комиссию по инопланетянам. Turkey in the Straw — популярная американская народная песня. |                   |           |         |
| |                   |           |         |
| «Changes» (Перемены) | 21 ноября 1988    | 3007      | 61      |
| Социальные работники объявили забастовку и Вилли вынужден сидеть дома. Альф переживает, предвидя уменьшение дохода семьи Таннеров. Кейт решает вновь пойти работать в агентство недвижимости, но вскоре узнаёт, что беременна (Энн Шедин, играющая Кейт, действительно была беременной, поэтому в сериале у Таннеров появляется ещё один ребёнок). Changes — песня с таким названием есть в творчестве многих музыкантов, в том числе таких, как Black Sabbath и Дэвид Боуи.                                            |                   |           |         |
| |                   |           |         |
| «My Back Pages» (Страницы моей памяти) | 28 ноября 1988    | 3012      | 62      |
| Вилли устраивает вечер воспоминаний, показывая всей семье съёмки фестиваля в Вудстоке. Альф, увидев молодого Вилли, поражается, насколько он изменился со временем. Ночью Вилли видит сон, в котором Альф стал его соседом по комнате в колледже. My Back Pages — песня 1964 года американского певца Боба Дилана. |                   |           |         |
| |                   |           |         |
| «Alone Again, Naturally» (Конечно, опять один) | 5 декабря 1988    | 3013      | 63      |
| В одной из бульварных газет Альф читает статью о живущем по соседству инопланетянине. По описанию пришелец очень похож на родственника Альфа — Гасилу и Альф уговаривает Вилли отвезти его к неземному товарищу. Alone Again, Naturally — песня 1972 года ирландского певца Гилберта О’Салливана. |                   |           |         |
| |                   |           |         |
| «Do You Believe in Magic?» (А вы верите в волшебство?) | 12 декабря 1988   | 3009      | 64      |
| Вилли дарит Альфу набор юного фокусника и инопланетянина новое увлечение захватывает с головой. Вершиной карьеры иллюзиониста Альфа должен стать фокус с исчезающим Брайаном. Однако, к удивлению самого Альфа, Брайан действительно исчез, а в волшебной коробке остался лишь кролик. Do You Believe in Magic? — песня 1965 года американской группы The Lovin' Spoonful. |                   |           |         |
| |                   |           |         |
| «Hide Away» (Прячься) | 9 января 1989     | 3014      | 65      |
| Джим, коллега Вилли по работе, напрашивается в гости к Таннерам. Не понимая намеков хозяев, что вечер затянулся, Джим открывает тайну, что его настоящее имя — Стив, и ФБР помогает ему скрываться под вымышленным именем. Альф понимает, что дело нечисто и выходит на ночную вахту охранять дом. Hide Away — инструментальная блюзовая композиция, записанная в 1960 году американским блюзовым гитаристом Фредди Кингом.                                                                                             |                   |           |         |
| |                   |           |         |
| «Fight Back» (Ответный удар) | 16 января 1989    | 3016      | 66      |
| Вилли в отчаянии — каждый раз, когда он отвозит машину в ремонт, в ней находят все новые недостатки. Для Альфа ситуация ясна — автомеханик обманывает своих посетителей. Вооружившись видеокамерой, Альф и Линн начинают операцию «Сэм-аферист». Fight Back! with David Horowitz — шедшее в Америке в 1980—1992 годах телевизионное шоу, разоблачавшее компании, выпускающие низкокачественный товар. |                   |           |         |
| |                   |           |         |
| «Suspicious Minds» (Под подозрением) | 23 января 1989    | 3010      | 67      |
| У Таннеров появляется новый сосед — Аарон Кинг. Альф убежден, что новый жилец — не кто иной, как король рок-н-ролла Элвис Пресли. Suspicious Minds — песня Элвиса Пресли 1969 года. |                   |           |         |
| |                   |           |         |
| «Baby Love» (Любовь к детям) | 6 февраля 1989    | 3011      | 68      |
| Все взволнованы в ожидании пополнения в семье Таннеров. Соседка Ракель решила поднять настроение Кейт и организовала вечеринку. В числе гостей оказывается соседка с грудным ребёнком, и когда Альф улучает минуту, чтобы поглядеть на малыша, он начинает чихать. Альф уверен, что у него — аллергия на малышей. Baby Love — песня 1964 года американского девичьего трио The Supremes. |                   |           |         |
| |                   |           |         |
| «Running Scared» (Беги без оглядки) | 13 февраля 1989   | 3017      | 69      |
| Альфу звонит неизвестный и сообщает, что он знает про «чужого» в доме Таннеров, о котором будет доложено «куда следует», если ему не заплатят. Таннеры не верят рассказам Альфа о шантажисте и таинственный незнакомец выполняет свою угрозу: однажды на пороге Таннеров появляется служба по поиску нелегальных мигрантов. Running Scared — песня 1961 года, американского певца Роя Орбисона. |                   |           |         |
| |                   |           |         |
| «Standing in the Shadows of Love» (Стоя в тени любви) | 20 февраля 1989   | 3015      | 70      |
| У юного соседа Таннеров Джейка Окмонека проблема: он не знает, как начать разговор с понравившейся ему девушкой в школе. Альф, подобно герою романа Ростана Сирано де Бержераку, помогает ему с написанием любовного письма. Следующий шаг — подсказывать Джейку реплики, когда тот стоит под окном своей возлюбленной. Standing in the Shadows of Love — песня 1966 года американского ритм-энд-блюзовый вокальный квартета The Four Tops.                                                                             |                   |           |         |
| |                   |           |         |
| «Superstition» (Суеверие) | 27 февраля 1989   | 3020      | 71      |
| По ошибке Альф сжигает учебник по истории Брайана. Альф в отчаянии — на Мелмаке уничтожить книгу по истории — очень плохая примета, ведущая к 14 годам сплошных несчастий. Для того, чтобы снять проклятье, Альфу надо провести церемонию, в которой будут задействованы все члены семьи. Superstition — песня 1972 года американского певца Стиви Уандера. |                   |           |         |
| |                   |           |         |
| «Torn Between Two Lovers» (Между двумя поклонниками) | 6 марта 1989      | 3021      | 72      |
| Линн собирается пойти на школьные танцы и ей срочно необходимо купить новое платье. В её отсутствие на телефонные звонки отвечает Альф, что приводит к тому, что с Линн на вечер хотят отправиться сразу два кавалера. Torn Between Two Lovers — песня 1976 года, исполненная американской певицей Мэри МакГрегор. Автор песни, американский певец Питер Йарроу был вдохновлен романом Бориса Пастернака «Доктор Живаго».                                                                                               |                   |           |         |
| |                   |           |         |
| «Funeral for a Friend» (Похороны друга) | 20 марта 1989     | 3023      | 73      |
| Не желая подолгу оставаться в одиночестве, Альф постоянно просит приобрести ему какого-нибудь домашнего любимца. Вилли поддаётся на уговоры и дарит Альфу муравьиную ферму. Хотя Альфу поначалу подарок совсем не понравился, вскоре он становится полностью поглощённым этим новым увлечением. И вот однажды по недосмотру Альф оставляет свою муравьиную ферму под прямыми лучами солнца. Funeral for a Friend/Love Lies Bleeding — заглавная песня альбома Goodbye Yellow Brick Road английского певца Элтона Джона. |                   |           |         |
| |                   |           |         |
| «Don’t Be Afraid of the Dark» (Не бойся темноты) | 27 марта 1989     | 3022      | 74      |
| Перед отправлением Брайана в скаутский лагерь выясняется, что тот боится ночевать в палатке. Чтобы помочь преодолеть ему свой страх, Альф и Джейк решают сделать пробную ночевку во дворе дома Таннеров. Don’t Be Afraid Of The Dark — песня американского блюзового музыканта Роберта Крэя. |                   |           |         |
| |                   |           |         |
| «Have You Seen Your Mother, Baby, Standing in the Shadow?» (Детка, видишь, твоя мама прячется в тени) | 10 апреля 1989    | 3026      | 75      |
| Джейк всё время меняет тему разговора, когда речь заходит о его матери. Когда мать Джейка приходит в гости к Таннерам, становится ясно, почему. Она страдает клептоманией и Альф становится невольным свидетелем того, как она крадет брошь Кейт. Have You Seen Your Mother, Baby — песня 1966 года британской группы The Rolling Stones. |                   |           |         |
| |                   |           |         |
| «Like an Old Time Movie» (Как в старом кино) | 17 апреля 1989    | 3003      | 76      |
| Когда Таннеры ненадолго уезжают из дома Вилли оставляет Альфу пару видеокассет. Поставив оставленную Вилли кассету, Альфу поначалу кажется, что телевизор сломан — звука нет и изображение чёрно-белое. Однако через какое-то время он начинает ценить старое немое кино и вместе с Джейком Окмонеком сочиняет собственный киносценарий. Like an Old Time Movie — песня американского певца Скотта МаКензи. |                   |           |         |
| |                   |           |         |
| «Shake, Rattle and Roll» (Землетрясение) | 1 мая 1989        | 3018      | 77      |
| Альф впервые в своей жизни испытывает то, что в Калифорнии никого не удивляет — небольшое землетрясение. Альф сильно напуган и начинает всех убеждать, в том, что Земле в любую минуту может прийти конец. Shake, Rattle and Roll — рок-н-ролл 1954 года, наиболее известный в исполнении группы Bill Haley & His Comets американского певца Билла Хейли. |                   |           |         |
| |                   |           |         |
| «Having My Baby» (Рождение ребёнка) | 8 мая 1989        | 3019      | 78      |
| До рождения третьего ребёнка Таннеров осталось несколько дней. Альф в нетерпении — днём и ночью несёт он вахту, чтобы не пропустить это событие. Having My Baby — песня 1974 года канадского певца Пола Анки. |                   |           |         |
| |                   |           |         |

## 4-й сезон (1989—1990)
| Название | Дата премьеры    | Код серии | №   |
| --- | ---------------- | --------- | --- |
| «Baby, Come Back» (Детка, вернись) | 18 сентября 1989 | 4002      | 79  |
| Альф уговаривает Кейт и Вилли взять его на работу как няню — всего за 6 долларов в час. Кейт категорически против, однако, когда всем необходимо уйти из дома, она скрепя сердце доверяет Альфу полчаса последить за новорождённым Эриком, пока никого нет дома. Однако стоило Альфу отлучиться буквально на полминуты, как ребёнок исчез. Baby, Come Back — так называется песня 1966 года британской группы The Equals и песня 1978 года американской группы Player. |                  |           |     |
| |                  |           |     |
| «Lies» (Ложь) | 25 сентября 1989 | 4003      | 80  |
| Негодуя по поводу того, что пишут о космосе в жёлтой прессе, Альф пишет в редакцию гневное письмо. Рассказ Альфа производит впечатление и в доме Таннеров появляется журналистка, которая хочет взять интервью у «мистера Вселенная». Lies — песни с таким названием есть у нескольких групп, в том числе Alphaville, Thompson Twins, The Rolling Stones. |                  |           |     |
| |                  |           |     |
| «Wanted: Dead or Alive» (Взять живым или мёртвым) | 2 октября 1989   | 4004      | 81  |
| В телевизионной передаче о разыскиваемых преступниках Альф видит человека, очень похожего на Вилли. Альф всячески пытается намекнуть Вилли о грозящей ему опасности, но сосед Тревор, тоже видевший передачу, уже позвонил в полицию. Wanted Dead or Alive — песня 1986 года американской группы Bon Jovi. |                  |           |     |
| |                  |           |     |
| «We’re in the Money» (Мы при деньгах!) | 9 октября 1989   | 4001      | 82  |
| Альф нашёл себе новое развлечение — используя компьютер Вилли, он может покупать акции и играть на бирже. Вся семья в ужасе перед тем, к чему это может привести, но, как ни странно, Альфу везёт. We’re in the Money — заглавная песня фильма «Золотоискатели 1933-го года». Кроме этого, We’re In The Money — одна из песен мюзикла «42-я улица». |                  |           |     |
| |                  |           |     |
| «Mind Games» (Игры разума) | 16 октября 1989  | 3024      | 83  |
| Альф страдает оттого, что ему нечем заняться в доме Таннеров. Когда от его поиска развлечений устает вся семья, Вилли приглашает знакомого Альфу психоаналитика Ларри. Однако эта встреча приносит неожиданный результат: Альф, к очевидному неудовольствию всей семьи, начинает сам заниматься психоанализом. Mind Games — песня 1973 года с одноимённого альбома Джона Леннона.                                                                                      |                  |           |     |
| |                  |           |     |
| «Hooked on a Feeling» (Игра на чувствах) | 23 октября 1989  | 4005      | 84  |
| Оказывается, поедание ваты вызывает у Альфа состояние наркотического опьянения. Под воздействием ваты он поёт песни Фрэнка Синатры, а наутро у него раскалывается голова. Таннерам срочно необходимо помочь инопланетянину избавиться от этой зависимости. Hooked on a Feeling — песня 1969 года американского певца Би Джей Томаса. |                  |           |     |
| |                  |           |     |
| «He Ain’t Heavy, He’s Willie’s Brother» (Он не плохой, он мой брат) | 30 октября 1989  | 4006      | 85  |
| У Брата Вилли Нила случились сразу две неприятности: его не только уволили с работы, но и от него ушла жена. Вилли, желая помочь брату предлагает остаться у Таннеров на несколько дней. Альфу это совсем не нравится и он пытается выжить незваного гостя всеми возможными способами. He Ain’t Heavy, He’s My Brother — песня британской группы The Hollies 1969 года.                                                                                                |                  |           |     |
| |                  |           |     |
| «The First Time Ever I Saw Your Face» (Когда я в первый раз увидел тебя) | 6 ноября 1989    | 4007      | 86  |
| Нил наконец нашёл собственное жильё. У новой квартиры лишь один недостаток — она расположена слишком близко к дому Таннеров и Нил по прежнему проводит там каждую свободную минуту. Альф в отчаянии — прятаться в гараже ему давно надоело. Чтобы разрешить эту ситуацию, Вилли решает познакомить Нила с инопланетянином. The First Time Ever I Saw Your Face — песня 1957 года американской певицы Роберты Флэк.                                                     |                  |           |     |
| |                  |           |     |
| «Live and Let Die» (Живи и дай умереть) | 13 ноября 1989   | 4008      | 87  |
| Кот Таннеров Лаки умер. Больше всего из-за смерти питомца расстраивается Брайан и Альф заказывает по объявлению несколько котят. Live and Let Die — заглавная песня из кинофильма о Джеймсе Бонде «Живи и дай умереть» Пола Маккартни и группы Wings. |                  |           |     |
| |                  |           |     |
| «Break Up to Make Up» (Разойтись, чтобы воссоединиться) | 20 ноября 1989   | 4009      | 88  |
| Мать Кейт Дороти рассталась со своим мужем Уиззером. В то время, как Кейт едет встречать её в аэропорт, Уизер неожиданно появляется на пороге дома Таннеров и встречает Альфа. Break Up to Make Up — песня американской группы The Stylistics. |                  |           |     |
| |                  |           |     |
| «Happy Together» (Счастливы вместе) | 27 ноября 1989   | 4010      | 89  |
| После очередной ненужной покупки, которую Альф делает с помощью «магазина на диване» Вилли выходит из себя. Альф, не желая больше оставаться в одном доме с Таннерами, переезжает к брату Вилли Нилу. Таннеры могут вздохнуть с облегчением, однако в доме Нила через день воцаряется хаос. Happy Together — песня 1967 года американской группы The Turtles. |                  |           |     |
| |                  |           |     |
| «Fever» (Лихорадка) | 4 декабря 1989   | 3025      | 90  |
| Вилли простудился, попав под ливень,. Вслед за ним подхватывает болезнь и Альф. У инопланетян, однако, иммунная система работает по другому и простуда проходит куда тяжелее. Fever — песня 1956 года, первоначально исполненная американским певцом Литтл Вилли Джоном. Впоследствии песню исполнили такие певцы, как Элвис Пресли, Пегги Ли, Boney M., The Doors и ещё более полусотни исполнителей.                                                                 |                  |           |     |
| |                  |           |     |
| «It’s My Party» (Это моя вечеринка) | 11 декабря 1989  | 4012      | 91  |
| Вот уже четыре года, с момента появления Альфа, Таннеры не принимают у себя гостей. Наконец, они решают организовать вечеринку в гавайском стиле на поляне у своего дома. Альф соглашается просидеть все это время на чердаке. Когда же начинается дождь, праздник приходится срочно переносить в дом. It’s My Party — песня 1963 года американской певицы Лесли Гор.                                                                                                  |                  |           |     |
| |                  |           |     |
| «Make 'em Laugh» (Заставь их смеяться) | 8 января 1990    | 4011      | 92  |
| Альф выбрал себе будущую профессию: он хочет стать комиком. Однако его домашние выступления перед Таннерами вызывают лишь усталые усмешки. Make 'em Laugh — песня из мюзикла «Поющие под дождём» 1952 года. |                  |           |     |
| |                  |           |     |
| «Love on the Rocks» (И на камнях растёт любовь) | 15 января 1990   | 4014      | 93  |
| Брату Вилли Нилу приходит ошеломляющее известие: его бывшая жена приезжает чтобы снова воссоединиться. Нил поддается её влиянию и пара отправляется в Лас Вегас, не заметив, что в машине с ними едет Альф. Love on the Rocks — песня 1981 года американского певца Нила Даймонда. |                  |           |     |
| |                  |           |     |
| «True Colors» (Естественные цвета) | 22 января 1990   | 4015      | 94  |
| Когда Линн начала увлекаться живописью, Альф тоже решил попробовать свои силы в новом развлечении. Правда, в отличие от традиционных художников, Альф рисует продуктами — макаронами, овощами, соусами. «Шедевры» Альфа, как ни странно, приводят преподавателя Линн в восхищение. True Colors — песня с одноимённого альбома 1986 года американской поп-певицы Синди Лаупер.                                                                                          |                  |           |     |
| |                  |           |     |
| «Gimme That Old Time Religion» (Давайте-ка проведём эту старую церемонию) | 29 января 1990   | 4016      | 95  |
| Альф сообщает Таннерам, что согласно строгим мелмакианским законам, он должен стать священником. Теперь его задача — провести на Земле официальную церемонию. (Give Me That) Old-Time Religion — традиционный американский госпел 1873 года. |                  |           |     |
| |                  |           |     |
| «Future’s So Bright, I Gotta Wear Shades» (Будущее так ярко, что мне нужно надеть солнечные очки) | 5 февраля 1990   | 4013      | 96  |
| Альф стал задумываться о смерти. Самому инопланетянину остается жить ещё более четырёх сотен лет, а вот что с ним станет, когда состарятся Таннеры? Future’s So Bright, I Gotta Wear Shades — песня 1986 года американской группы Timbuk3. |                  |           |     |
| |                  |           |     |
| «When I’m Sixty-Four» (Когда мне будет 64) | 12 февраля 1990  | 4018      | 97  |
| Альф хочет встретиться с актрисой, играющей в его любимом фильме. Поиски приводят его в дом престарелых. When I’m Sixty-Four — песня 1967 года группы The Beatles. |                  |           |     |
| |                  |           |     |
| «Mr. Sandman» (Мистер песочный человек) | 19 февраля 1990  | 4019      | 98  |
| Окольными путями до Вилли доходит наследство прадеда, который был первопроходцем и золотоискателем. В древнем сундуке среди инструментов и мусора находится карта — несомненно, карта, на которой указано, где зарыты сокровища. Оставив детей и женщин ночевать в ближайшей деревне, Вилли и Альф отправляются на поиски клада. Mr. Sandman — популярная песня 1954 года, исполненная американским женским вокальным квартетом The Chordettes.                        |                  |           |     |
| |                  |           |     |
| «Stayin' Alive» (Всё ещё жив) | 26 февраля 1990  | 4020      | 99  |
| Альф обеспокоен тем, что гигантский концерн Sendrax, находящийся в том же штате, загрязняет окружающую среду. Звонки на радио и письма в газеты приводят к тому, что руководство концерна замечает бурную деятельность активиста. Stayin' Alive — песня британской группы Bee Gees 1977 года. |                  |           |     |
| |                  |           |     |
| «Hungry Like a Wolf» (Голоден как волк) | 3 марта 1990     | 4021      | 100 |
| Обладая неземным аппетитом, Альф начинает толстеть. Для мелмакианцев это представляет реальную опасность для жизни — были случаи, когда инопланетяне просто взрывались. Вилли предлагает Альфу сесть на диету, но разыгравшийся у того голод уже невозможно держать под контролем. Hungry Like the Wolf — песня 1982 британской группы Duran Duran. |                  |           |     |
| |                  |           |     |
| «I Gotta Be Me» (Хочу быть сама собой) | 10 марта 1990    | 4017      | 101 |
| Линн со своим бойфрендом собирается уехать на выходные в спортивный лагерь. Скрепя сердце Вилли отпускает её, однако Кейт непреклонна и всеми способами пытается отговорить дочь. I’ve Gotta Be Me — популярная песня 1968 года из бродвейского мюзикла «Золотая радуга» (Golden Rainbow). |                  |           |     |
| |                  |           |     |
| «Consider Me Gone» (Считайте меня пропавшим) | 17 марта 1990    | 4024      | 102 |
| Альфу наконец удалось установить контакт со своими сородичами. Скип и Ронда купили небольшую планету и хотят вместе с Альфом основать новый Мелмак. Тем временем их разговор перехватывают сотрудники Комиссии по инопланетянам. Consider Me Gone — песня британского певца Стинга. |                  |           |     |
| |                  |           |     |

- В последней серии 4 сезона было написано «Продолжение следует». Продолжением сериала (спин-оффом) является полнометражный фильм «Проект «Альф»» (1996).
- Последние 3 эпизода четвёртого сезона были перенесены с вечера понедельника на вечер субботы.
- Эпизоды «Mind Games» и «Fever» были сняты для третьего сезона, но вышли на NBC в четвёртом.